# Teaca
Teaca là một xã thuộc hạt Bistrița-Năsăud, România. Dân số thời điểm năm 2002 là 6039 người.